# 埃默森 (阿肯色州)
埃默森（英語：Emerson）是一個位於美國阿肯色州哥倫比亞縣的市鎮。

## 地理
埃默森的座標為33°05′49″N 93°11′40″W / 33.09694°N 93.19444°W，而該地的平均海拔高度為98米（即322英尺）。

## 人口
根據2020年美國人口普查的數據，埃默森的面積為2.57平方千米，當中陸地面積為2.57平方千米，而水域面積為0.00平方千米。當地共有人口293人，而人口密度為每平方千米114人。